# Bichoristes
Bichoristes is een geslacht van weekdieren uit de klasse van de Gastropoda (slakken).

## Soort
- Bichoristes wareni McLean, 1992